# Pianura di Sarobetsu

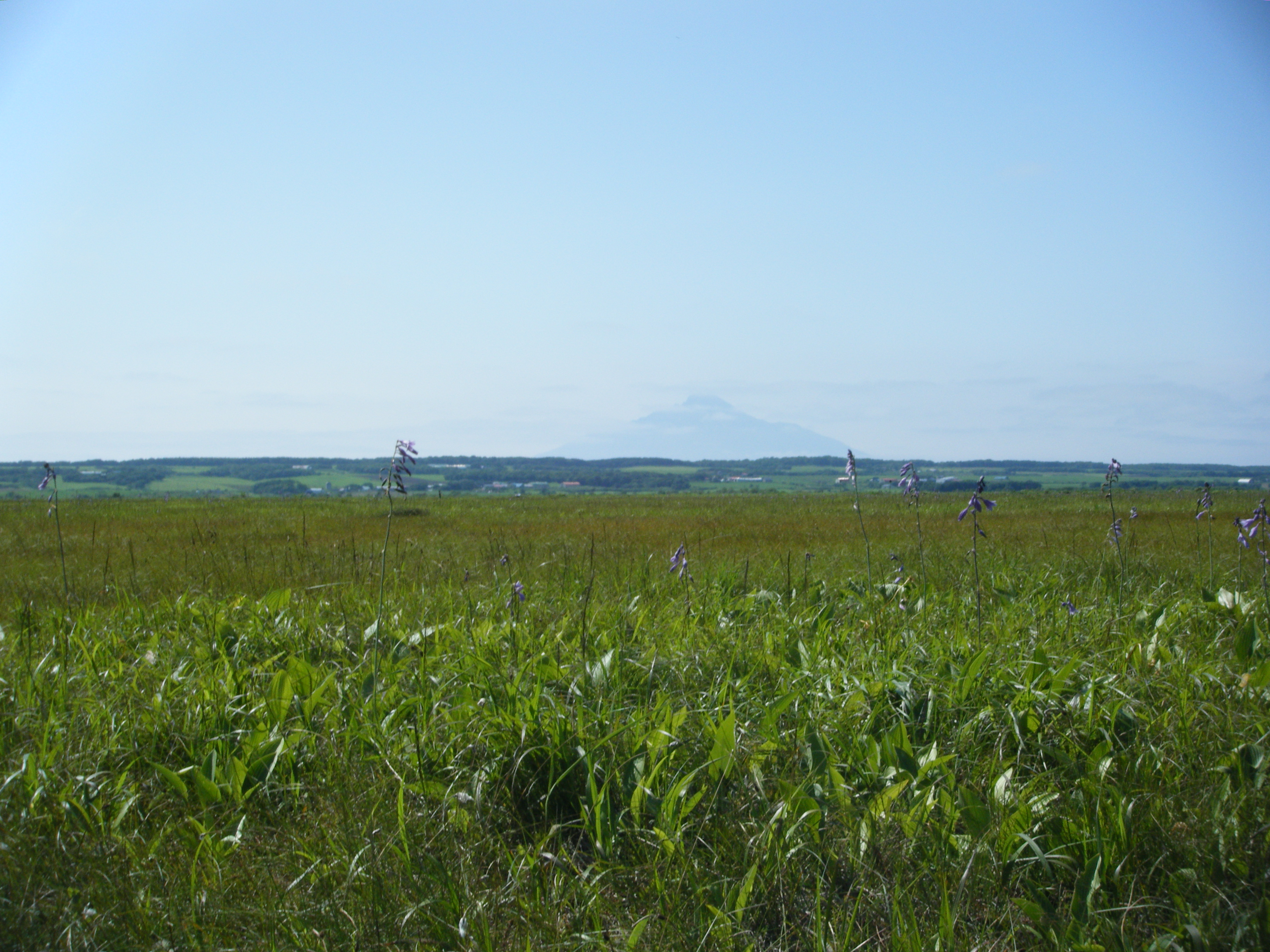
La pianura di Sarobetsu.

La pianura di Sarobetsu (サロベツ原野?, Sarobetsu-genya) è una pianura costiera e una landa di debole altitudine al nord-ovest dell'isola di Hokkaidō, in Giappone. Con una superficie di approssimativamente 20 000 ha, fa parte del parco nazionale di Rishiri-Rebun-Sarobetsu e le sue zone umide fanno a loro volta parte dei siti giapponesi della Convenzione di Ramsar. Il nome deriva dall'ainu sar ("palude") e pet ("fiume").